# Děkanát Bílovec

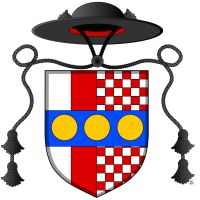
Znak děkanátu Bílovec

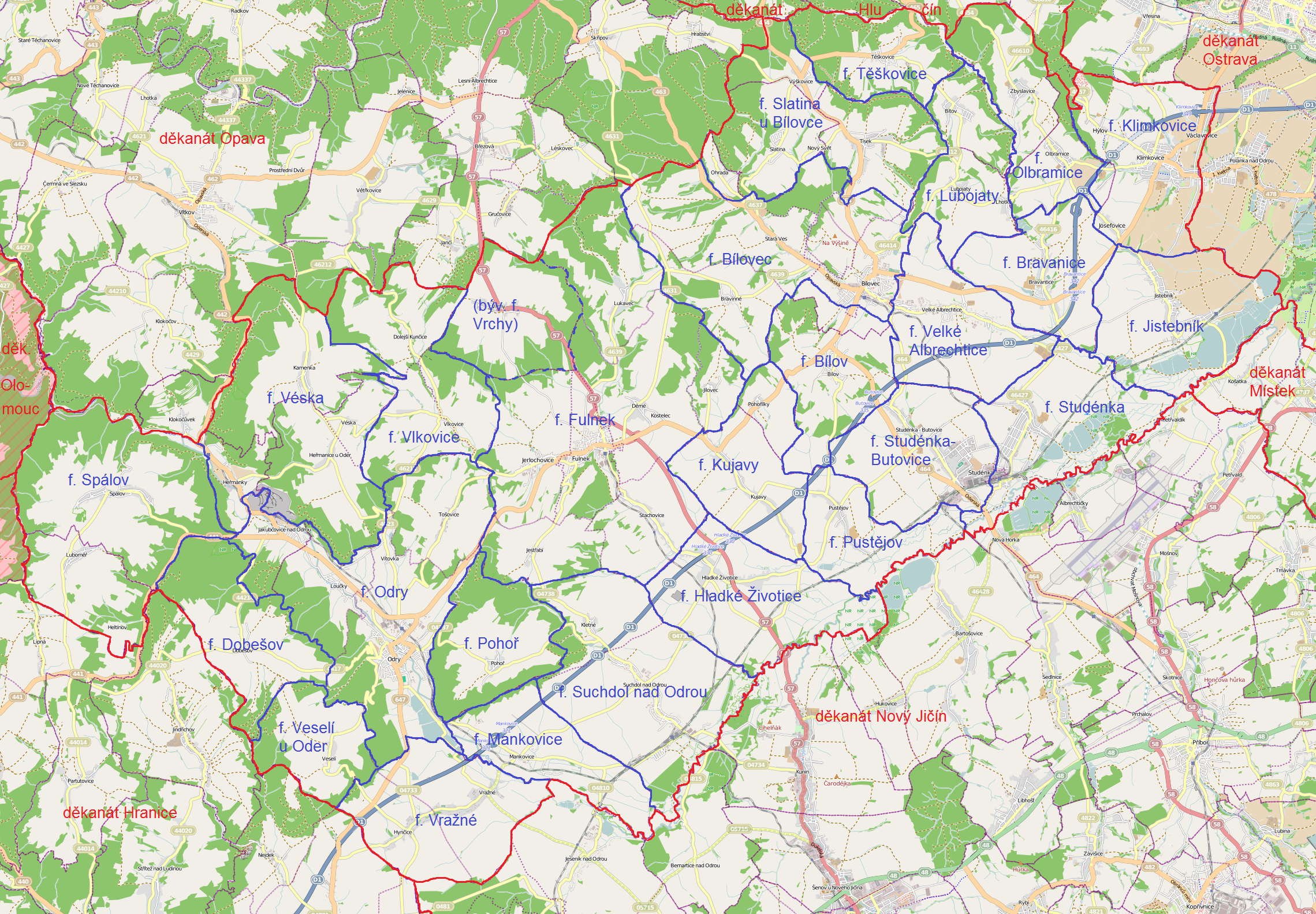
Bílovecký děkanát k roku 2013

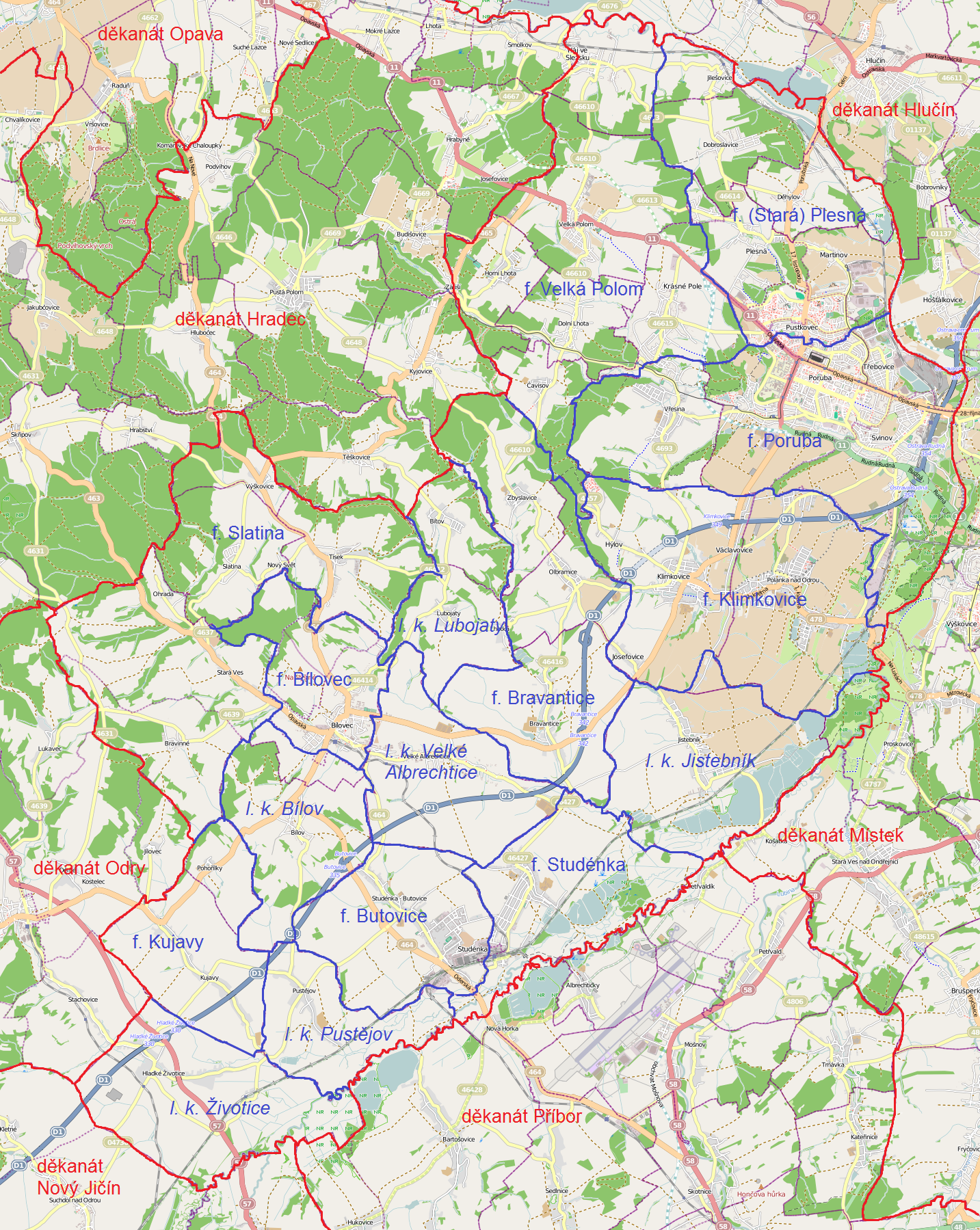
Bílovecký děkanát k roku 1859 (f.=farnost, l.k.= lokální kuracie)

Děkanát Bílovec je územní část ostravsko-opavské diecéze s centrem v Bílovci. Tvoří jej 26 římskokatolických farností. Děkanem je P. ThLic. Mgr. Dariusz Adam Jędrzejski, farář v Bílovci, místoděkanem je P. Mgr. Petr Kuník, farář v Odrách.

## Seznam farností
| Farnost           | Správce                                                                | Další duchovní ve farnosti                                                                          | Farní kostel                |
| ----------------- | ---------------------------------------------------------------------- | --------------------------------------------------------------------------------------------------- | --------------------------- |
| Bílov             | P. ThLic. Mgr. Dariusz Adam Jędrzejski (administrátor excurrendo)      | | svatého Vavřince            |
| Bílovec           | P. ThLic. Mgr. Dariusz Adam Jędrzejski                                 | Ing. Mgr. Alois Pinďák, trvalý jáhen                                                                | svatého Mikuláše            |
| Bravantice        | P. ThLic. Pavel Petr Kukiola (administrátor excurrendo)                | | svatého Valentina           |
| Dobešov           | P. Mgr. Petr Kuník (administrátor excurrendo)                          | | svatého Mikuláše            |
| Fulnek            | P. ThLic. Mgr. Józef Wojciech Gruba, SAC                               | P. Jan David, SAC, farní vikář                                                                      | Nejsvětější Trojice         |
| Hladké Životice   | P. Mgr. Bc. Martin Sudora (administrátor)                              | | svatého Mikuláše            |
| Jistebník         | P. Mgr. Zdeněk Pluhař (administrátor excurrendo)                       | | svatého Petra a Pavla       |
| Klimkovice        | P. Mgr. Rudolf Kopecký                                                 | | svaté Kateřiny              |
| Kujavy            | P. Mgr. Bc. Martin Sudora (administrátor excurrendo)                   | | svatého Michaela archanděla |
| Lubojaty          | P. ThLic. Pavel Petr Kukiola (administrátor excurrendo)                | | svatého Jiří                |
| Mankovice         | P. Mgr. Petr Kuník administrátor excurrendo)                           | | Navštívení Panny Marie      |
| Odry              | P. Mgr. Petr Kuník                                                     | P. ThLic. František Staněk, farní vikář P. Michal Krenželok, farní vikář, kaplan pro církevní školy | svatého Bartoloměje         |
| Olbramice         | P. ThLic. Pavel Petr Kukiola                                           | | svatého Bartoloměje         |
| Pohoř             | P. Mgr. Petr Kuník (administrátor excurrendo)                          | | svatého Prokopa             |
| Pustějov          | P. Mgr. Bc. Martin Sudora (administrátor excurrendo)                   | | svaté Máří Magdalény        |
| Slatina u Bílovce | P. PaedDr. Mgr. Piotr Marek Kowalski, Ph.D.                            | | Nanebevzetí Panny Marie     |
| Spálov            | P. Bohumil Vícha                                                       | | svatého Jakuba Většího      |
| Studénka          | P. Mgr. Mieczysław Serednicki                                          | | svatého Bartoloměje         |
| Studénka-Butovice | P. Mgr. Mieczysław Serednicki (administrátor excurrendo)               | | Všech svatých               |
| Suchdol nad Odrou | P. Mgr. Ladislav Stanečka (administrátor excurrendo)                   | | Nejsvětější Trojice         |
| Těškovice         | P. PaedDr. Mgr. Piotr Marek Kowalski, Ph.D. (administrátor excurrendo) | | Nanebevzetí Panny Marie     |
| Velké Albrechtice | P. ThLic. Mgr. Dariusz Adam Jędrzejski (administrátor excurrendo)      | | svatého Jana Křtitele       |
| Veselí u Oder     | P. Mgr. Petr Kuník (administrátor excurrendo)                          | | Nejsvětější Trojice         |
| Véska             | P. Bohumil Vícha (administrátor excurrendo)                            | | Navštívení Panny Marie      |
| Vlkovice          | P. Bohumil Vícha (administrátor excurrendo)                            | | svatého Mikuláše            |
| Vražné            | P. Mgr. Ladislav Stanečka (administrátor excurrendo)                   | | svatého Petra a Pavla       |

Stav k roku 2020

## Historie
Děkanát Bílovec vznikl roku 1670 vydělením z velkého děkanátu Opava. Oproti dnešní rozloze zahrnoval území mezi Odrou a Opavicí, jakož i na Hradecku, která dnes náleží děkanátům Ostrava, Hlučín a Opava. Oproti tomu farnosti na Odersku spadaly pod děkanát Lipník nad Bečvou a farnost Suchdol nad Odrou pod děkanát Nový Jičín. V letech 1700–1723 byl děkanát přičleněn k děkanátu Moravská Ostrava, roku 1723 byl však děkanát v Moravské Ostravě zcela zrušen a děkanát Bílovec obnoven v původním rozsahu. O některé farnosti přišel děkanát Bílovec se vznikem děkanátu Odry roku 1731 a pak děkanátu Hradec kolem roku 1780, téhož roku však – v rámci úprav hranic děkanátů podle státních hranic – získal některé farnosti děkanátu Hlučín.
Od roku 1784 v jeho rámci vznikaly četné nové farnosti, jeho rozsah se však podstatně nezměnil až do roku 1952, kdy byly jeho hranice upraveny v rámci reorganizace děkanátů sledující reformu územní správy z roku 1949. Podstatnější změnu přinesla nová organizace děkanátů v olomoucké arcidiecézi platná od 1. ledna 1963, která sledovala novou organizaci okresů z roku 1960. Nově vymezený děkanát Bílovec zahrnoval severní polovinu okresu Nový Jičín. V tomto rozsahu zůstal děkanát dosud, jedinou změnou je připojení farnosti Těškovice, provedené po roce 1996; vedle toho roku 2004 zanikla farnost Vrchy.
Děkanát patřil k diecézi, resp. od roku 1777 k arcidiecézi olomoucké až do 30. června 1996, kdy byl připojen k nově vzniklé diecézi ostravsko-opavské. V rámci organizace arcikněžství, která v olomoucké arcidiecézi existovala v letech 1778–1996, patřil od 6. srpna 1778 do 17. prosince 1787 k arcikněžství Opava, v letech 1787–1866 k arcikněžství Příbor, v letech 1866–1952 opět k arcikněžství Opava a v letech 1952–1996 k arcikněžství Ostrava.
Farnosti historicky patřící k děkanátu Bílovec:
- Bílov, od založení farnosti (1784) dosud
- Bílovec, od založení děkanátu (1670) dosud
- Bravantice, od založení děkanátu (1670) dosud
- Březová (u Vítkova), od založení děkanátu (1670) do cca 1780, pak děkanát Hradec nad Moravicí
- Dobešov, od roku 1963, předtím děkanát Odry
- Fulnek, od založení děkanátu (1670) do roku 1731 a opět od roku 1963, mezitím děkanát Odry
- Háj ve Slezsku (dříve Chabičov), od založení farnosti (1905) do 1952, poté děkanát Hlučín
- Hladké Životice, od založení farnosti (1784) dosud, pouze v letech 1952–1962 děkanát Nový Jičín
- Hrabyně, krátce v roce 1780; do 1780 děkanát Hlučín, 1780–1952 děkanát Hradec nad Moravicí, 1952–1962 děkanát Opava, nyní děkanát Hlučín
- Jistebník, od založení farnosti (1784) dosud
- Klimkovice, od založení děkanátu (1670) dosud
- Kujavy, od založení děkanátu (1670) do přelomu 19. a 20. století a od roku 1952 dosud, mezitím děkanát Odry
- Lubojaty, od založení farnosti (1784) dosud
- Mankovice, od roku 1963, předtím děkanát Odry
- Moravice, od založení děkanátu (1670) do cca 1780, pak děkanát Hradec nad Moravicí
- Odry, od roku 1963, předtím děkanát Odry
- Olbramice, od založení farnosti (1900) dosud
- (Stará) Plesná, od založení farnosti (1780) do 1952, poté děkanát Hlučín
- Pohoř, od roku 1963, předtím děkanát Odry a děkanát Nový Jičín
- Polanka (nad Odrou), od založení farnosti (1903) do 70. let 20. století (1977?), poté děkanát Ostrava
- Poruba, v letech 1780–1962, dříve děkanát Hlučín, poté děkanát Moravská Ostrava
- Pustá Polom, krátce v roce 1780 a pak v letech 1952–1962; do 1780 děkanát Hlučín, 1780–1952 děkanát Hradec nad Moravicí, po 1962 děkanát Hlučín
- Pustějov, od založení farnosti (1784) dosud
- Radkov, od založení děkanátu (1670) do cca 1780, pak děkanát Hradec nad Moravicí
- Skřipov (u Opavy), v letech 1952–1962, dříve děkanát Hradec nad Moravicí, později děkanát Hlučín
- Slatina (u Bílovce), od založení děkanátu (1670) dosud
- Spálov, od roku 1963, předtím děkanát Odry
- Studénka, od založení děkanátu (1670) dosud
- Studénka-Butovice (Butovice), od založení farnosti (1784) dosud
- Suchdol (nad Odrou), od roku 1963, předtím děkanát Nový Jičín
- Svinov (nad Odrou), od založení farnosti (1931) do 1952, poté děkanát Moravská Ostrava
- Těškovice, v letech 1952–1962 a opět po roce 1996 dosud; před 1952 děkanát Hradec nad Moravicí, 1962–po 1996 děkanát Hlučín
- Třebovice, od založení farnosti (1905) do 1952, poté děkanát Hlučín
- Velká Polom, v letech 1780–1962, předtím a poté děkanát Hlučín
- Velké Albrechtice, od založení farnosti (1784) dosud
- Veselí (u Oder), od roku 1963, předtím děkanát Odry
- Véska, od roku 1963, předtím děkanát Odry
- Vlkovice (Dolejší Kunčice, Kunčice u Oder), od roku 1963, předtím děkanát Odry
- (Dolní) Vražné, od roku 1963, předtím děkanát Odry a děkanát Nový Jičín
- Vrchy (Valtéřovice), od roku 1963, předtím děkanát Odry, zrušena roku 2004